# Supercopa LFA
La Supercopa LFA (en portugués: LFA Super Taça) es el partido en el que se enfrentan el campeón de la LFA Primera División contra el ganador de la Copa 12 de Noviembre, los torneos de liga y copa más importantes de Timor Oriental.
En el caso de que el campeón de liga y de copa resulten ser el mismo equipo, el finalista de la Copa 12 de Noviembre será el equipo que dispute la supercopa.

## Ediciones anteriores
| Año  | Sede                     | Campeón      | Ganador de                | Finalista         | Ganador de                | Resultado |
| ---- | ------------------------ | ------------ | ------------------------- | ----------------- | ------------------------- | --------- |
| 2016 | Estadio Malibaca Maliana | Ponta Leste  | 2016 Taça 12 de Novembro  | SL Benfica        | 2016 Liga Futebol Amadora | 2–1       |
| 2017 | Municipal Stadium Baucau | Karketu Dili | 2017 Liga Futebol Amadora | Atlético Ultramar | 2017 Taça 12 de Novembro  | 4–0       |

## Títulos por equipo
| Club              | Campeón | Finalista | Años Campeón | Años Finalista |
| ----------------- | ------- | --------- | ------------ | -------------- |
| Ponta Leste       | 1       | -         | 2016         | -              |
| Karketu Dili      | 1       | -         | 2017         | -              |
| SL Benfica        | -       | 1         | -            | 2016           |
| Atlético Ultramar | -       | 1         | -            | 2017           |